# Jardin des remparts (Vannes)
Pour les articles homonymes, voir Jardin des remparts.
Le jardin des remparts est un parc public de Vannes, dans le Morbihan (France).

## Localisation
Le jardin est délimité à l'ouest par les remparts de la vieille ville, au sud par la rue de la Porte-Poterne et à l'est par la Marle et la rue Francis-Decker.

## Historique

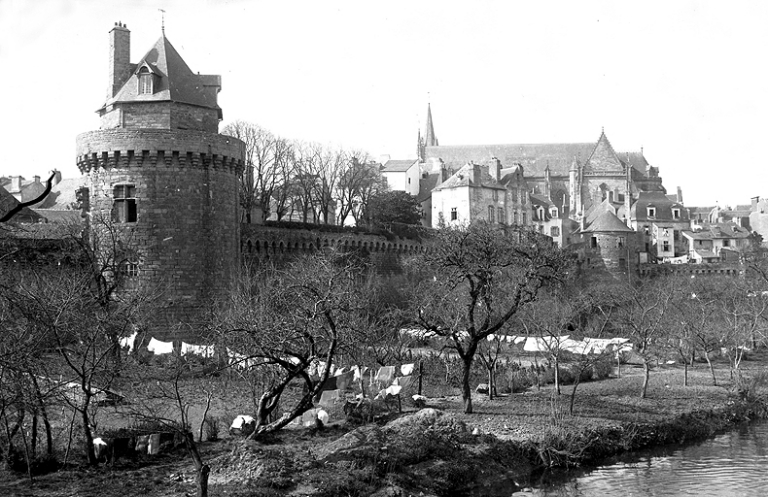
Les vergers au pied des remparts vers 1900.

Au début du XXe siècle, l'espace situé entre les portions orientales des remparts de Vannes et le fleuve de la Marle est occupé par des friches et vergers. Après la Seconde Guerre mondiale, sous l'impulsion du maire Francis Decker qui souhaite développer le tourisme, la ville rachète progressivement ces terrains. Ouvert au début des années 1950, le jardin à la française contribue à la mise en valeur du patrimoine fortifié de la ville.
Une partie du jardin des remparts (0,55 ha) est, avec les lavoirs de la Garenne, un site naturel classé depuis le 27 novembre 1935.

## Configuration
Le jardin s'étend sur une superficie d'environ 15 000 m2 et nécessite la plantation et l'entretien de 30 000 fleurs tous les ans.
Une aire de jeux en couvre la partie septentrionale, du côté de la porte Prison.

## Événements

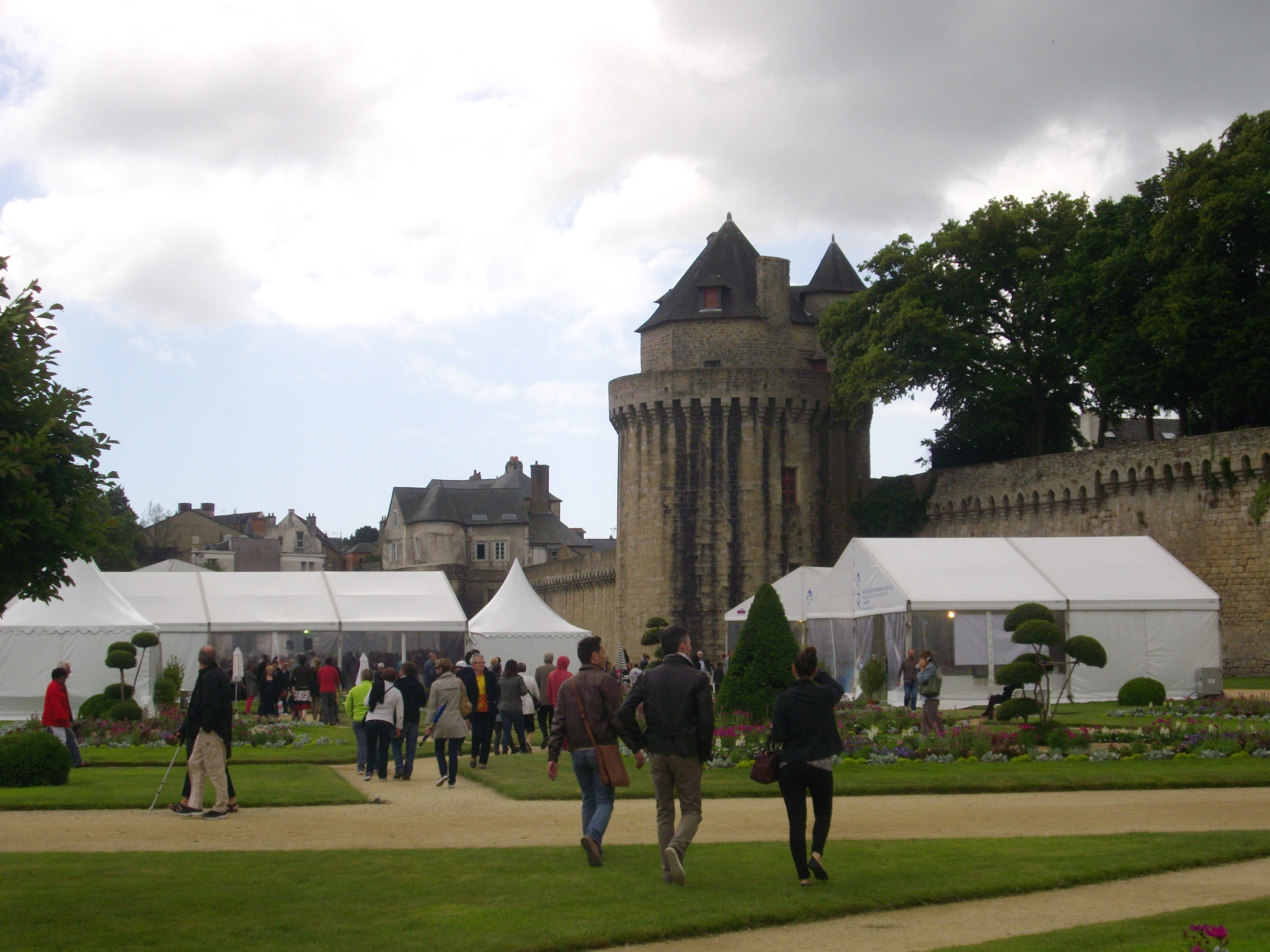
Le salon du livre en Bretagne en 2013.

Le jardin accueille le salon « Côté Jardin » tous les ans au mois de mai depuis 2006.
Le salon Livr'à Vannes est organisé dans le jardin tous les ans au mois de juin depuis 2008.